# Ecorregión de agua dulce Desaguadero cuyano
La ecorregión de agua dulce Desaguadero cuyano (en  inglés Cuyan - Desaguadero) (340) es una georregión ecológica acuática continental situada en el centro-oeste de América del Sur. Se la incluye en la ecozona Neotropical.

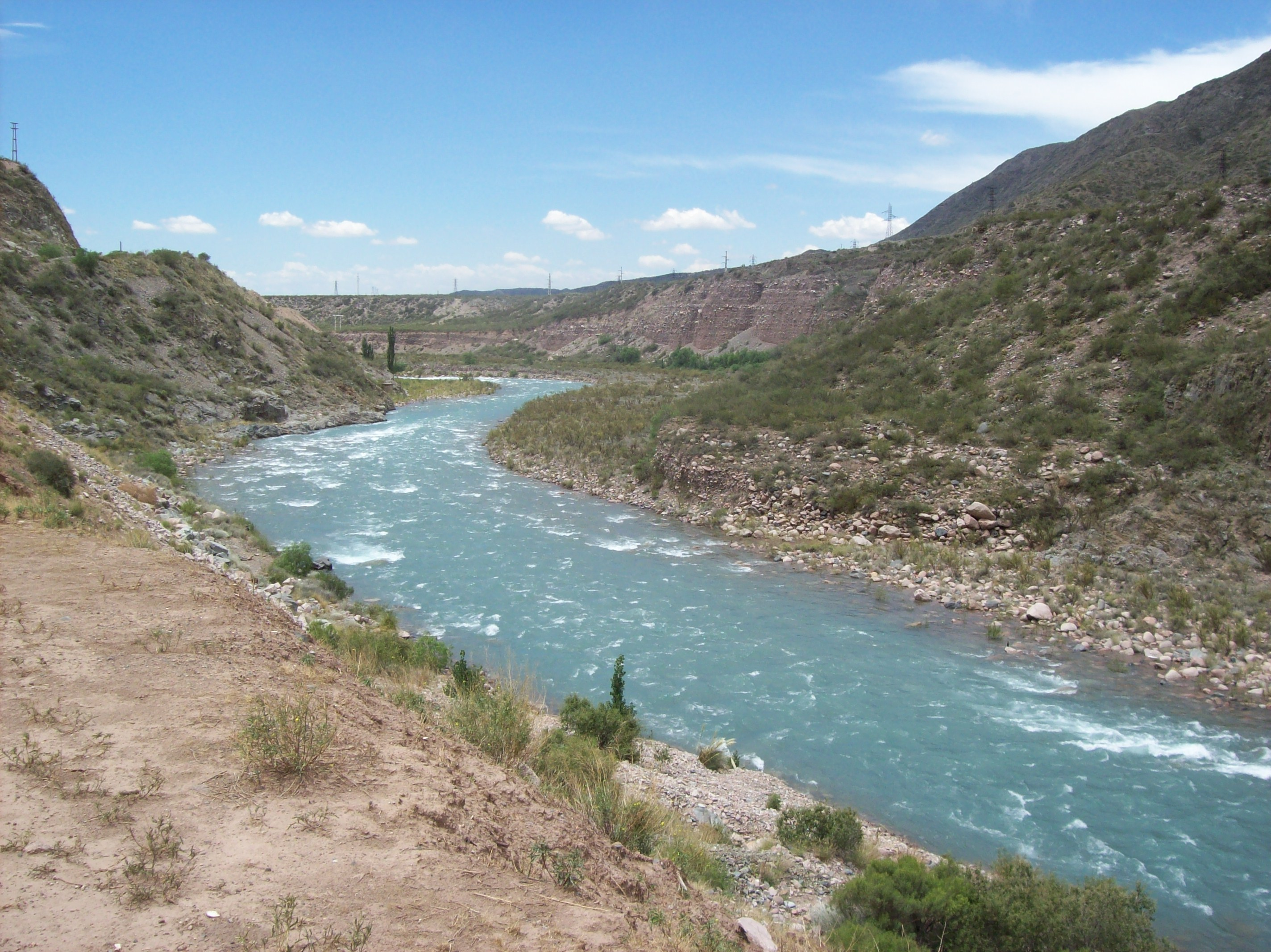
El río Mendoza, en el centro-oeste de la Argentina; ecorregión de agua dulce Desaguadero cuyano.

## Distribución
Se distribuye, de manera exclusiva, en el centro-oeste de la Argentina.
Su nombre hace referencia al río que su cuenca es el eje de esta ecorregión, el río Desaguadero, el cual fue tributario del río Colorado hasta principios del siglo XX.       
Cubre parte o toda la superficie de las provincias de: La Pampa, La Rioja, Mendoza, San Juan, y San Luis.